# みらくる姫ジュビリィ
『みらくる姫ジュビリィ』（みらくるひめじゅびりぃ）は宮尾岳による漫画。『月刊マンガボーイズ』で1994年から1995年まで連載された。全8話。1995年4月にコミックス化されている。全1巻。

## あらすじ
地球に降り立ったジュビリィのUFO「カダハ・キンデュー」のキイを抜いてしまったが為にUFOの機能がリセットされキイのマスターになってしまった主人公キイチ。ジュビリィはキーホールへ帰れなくなってしまうが、帰るためにはキイに様々な鍵を開けさせてエネルギーを溜める必要があるという。ジュビリィのために奮闘するキイチとまわりの人間を巻き込んだトタバタコメディー。

## 登場人物
ジュビリィ・ヒューレー惑星キーホールの第531王女。UFOでキーホールを抜け出して地球へ降り立つが、キイチのせいでUFOの機能がリセットされてしまいキーホールへ帰れなくなる。名前の由来はフランス製の自転車の変速機の名前「Huret Jubilee」から。コスチュームについては例のチャイナ娘風という要望からチャイナドレス的なものとなっている。
桝田 キイチ不良でケンカがめっぽう強く一匹狼の中学生。ジュビリィに振り回されつつも、手助けしてしまう熱血漢。名前の由来は「マスターキー」をもじったもの。
チップル・レイノルズジュビリィの執事でキーホールの天才科学者。美形だが、身を守るためにリスの姿になってしまう。モデルは宮尾岳が飼っていたシマリスのチップルから。
桝田 トトコキイチの妹。桝田家の家計を預かり、家事全般をこなすしっかり者。
桝田 モイチキイチ達の父親。姫崎つばさの名で青春小説を書いている小説家、女装が趣味。
大鎌番長キイチの同級生で、大鎌団という不良グループの番長。モイチの小説のファンでキイチに惚れているオカマ。

## 書誌情報
宮尾岳『みらくる姫ジュビリィ』
- マンガボーイズコミックス版（コミックギャラリー編集発行、徳間書店発売。1995年4月25日 初版発行）ISBN 4-19-950010-3
- 大都社 Hard comics 版（大都社発売。1999年12月1日 初版発行）ISBN 4-88-653632-8 / ISBN 978-4-88-653632-7